# العلاقات السودانية القرغيزستانية
العلاقات السودانية القيرغيزستانية هي العلاقات الثنائية التي تجمع بين السودان وقيرغيزستان.

## مقارنة بين البلدين
هذه مقارنة عامة ومرجعية للدولتين:
| وجه المقارنة                                              | السودان                     | قيرغيزستان                      |
| --------------------------------------------------------- | --------------------------- | ------------------------------- |
| المساحة (كم2)                                             | 1.89 مليون                  | 199.95 ألف                      |
| عدد السكان (نسمة)                                         | 40.53 مليون                 | 6.20 مليون                      |
| الكثافة السكانية (ن./كم²)                                 | 21.44                       | 31.01                           |
| العاصمة                                                   | الخرطوم                     | بيشكك                           |
| اللغة الرسمية                                             | اللغة العربية، لغة إنجليزية | اللغة الروسية، اللغة القيرغيزية |
| العملة                                                    | جنيه سوداني                 | سوم قيرغيزستاني                 |
| الناتج المحلي الإجمالي (بليون دولار)                      | 117.49 مليار                | 7.56 مليار                      |
| الناتج المحلي الإجمالي (تعادل القوة الشرائية) بليون دولار | 176.55 مليار                | 20.45 مليار                     |
| الناتج المحلي الإجمالي الاسمي للفرد دولار أمريكي          | 2.41 ألف                    | 1.10 ألف                        |
| الناتج المحلي الإجمالي للفرد دولار أمريكي                 | 4.07 ألف                    |                                 |
| مؤشر التنمية البشرية                                      | 0.479                       | 0.655                           |
| رمز المكالمات الدولي                                      | +249                        | +996                            |
| رمز الإنترنت                                              | سودان                       | .kg                             |
| المنطقة الزمنية                                           | ت ع م+03:00، ت ع م+02:00    | ت ع م+06:00                     |

## منظمات دولية مشتركة
يشترك البلدان في عضوية مجموعة من المنظمات الدولية، منها:
| علم المنظمة | اسم المنظمة                        | تاريخ انضمام السودان | تاريخ انضمام قيرغيزستان |
| ----------- | ---------------------------------- | -------------------- | ----------------------- |
|             | منظمة التعاون الإسلامي             | ?                    | ?                       |
|             | الاتحاد البريدي العالمي            | ?                    | ?                       |
|             | يونسكو                             | 26 نوفمبر 1956       | 2 يونيو 1992            |
|             | البنك الدولي للإنشاء والتعمير      | 5 سبتمبر 1957        | 18 سبتمبر 1992          |
|             | وكالة ضمان الاستثمار متعدد الأطراف | 7 نوفمبر 1991        | 21 سبتمبر 1993          |
|             | الاتحاد الدولي للاتصالات           | 23 أكتوبر 1957       | 20 يناير 1994           |
|             | منظمة الشرطة الجنائية الدولية      | ?                    | ?                       |
|             | مؤسسة التمويل الدولية              | 21 أكتوبر 1960       | 11 فبراير 1993          |
|             | الأمم المتحدة                      | 12 نوفمبر 1956       | 2 مارس 1992             |
|             | مؤسسة التنمية الدولية              | 24 سبتمبر 1960       | 24 سبتمبر 1992          |
|             | منظمة حظر الأسلحة الكيميائية       | ?                    | ?                       |

## وصلات خارجية
- موقع وزارة الخارجية السودانية